# 노 에이지
노 에이지(No age)는 기타리스트 랜디 랜달(Randy Randall)과 드러머 딘 알랜 스펀(Dean Allen Spunt)으로 구성된 2인조 밴드이다. 이 밴드의 근거지는 로스앤젤레스이고 현재 서브 팝 레코드에 소속되어있다.
미국 인디 레코드 회사인 에스에스티 레코드(SST Records)에서 1987년 발매된 연주곡 모음집의 앨범이름에서 밴드의 이름을 가지고 왔다. 이 앨범은 드러머 스펀이 아론스 레코드 가게에 일을 할 때 발견을 했다고 한다.
로스앤젤레스 다운타운에 위치한 펑크/노이즈/실험음악 클럽인 "더 스멜(The Smell)"에서 헬스(HEALTH), 미카 미코(Mika Miko), 실버 닷지스(Silver Daggers), 아베 비고다(Abe Vigoda), 바(BARR), 데이빗 스콧 스톤(David Scott Stone)과 함께 대들보로 자리 매김하고 있다. 더 스멜을 중심으로한 로스앤젤레스의 언더그라운드 커뮤니티와 강한 유대를 맺고 있으며, 그들의 직접만들기(DIY)의 기조는 -이들에게 큰 음악적 영감을 준- 1980년대 하드코어와 펑크 언더그라운드 음악까지 거슬러 올라간다. 2장의 정규앨범을 발표와 순회공연에서 LA 언더그라운드 커뮤니티의 전폭적인 지원을 받았다. 올-에이지 무브먼트 프로젝트(All-ages Movement Project)를 적극 홍보하여 독립 음악을 통하여 예술과 젊은이들을 연결시키려는 운동을 하고 있다.
랜달과 스펀 모두 완전 채식주의자(vegan)이다.

## 음반목록

### 정규 음반
- 《Weirdo Rippers》(FatCat, 2007년)
- 《Nouns》(서브 팝, 2008년)

### EP
- 《Get Hurt》 (2007)
- 《Dead Plane》 (2007)
- 《Sick People Are Safe》 (2007)

### 싱글
- 《Youth Attack》(2007)
- 《PPM》 7" (2007)
- 《Liars + No Age》 (2008)
- 《Eraser》 (2008)
- 《Goat Hurt》 (2008)
- 《Shred Yr. Face》 (2008)
- 《Teen Creeps》(2008)

### DVD
- 《DVD #1》 (자체 발매 2006)